# Argentina Rubiera Solares
Argentina Rubiera Solares   (Llangréu, 11 de febrer de 1914 - Gijón, 30 d'abril de 2007) va ser una militant republicana del Partit Socialista Obrer Espanyol (PSOE) i de les Joventuts Socialistes Unificades (JSU) d'Astúries, empresonada i represaliada pel franquisme.

## Biografia
Durant la Segona República va ser militant de les Joventuts Socialistes de Sama de Langreo i presidenta del Grup Femení d'aquella localitat. El 1936 va ser nomenada secretària de les Joventuts Socialistes Unificades (JSU).
Mesos després del cop d'estat del 18 de juliol, en caure Astúries en mans dels sollevats, va ser detinguda l'11 novembre 1937 i reclosa a la Presó Model d'Oviedo. El 18 de desembre va ser sentenciada a 30 anys de reclusió. Va complir part de la condemna a la Presó central de Saturrarán i a la Presó de Can Sales de Palma (Balears) d'on va sortir en llibertat condicional el 5 de juliol de 1941 amb pena de desterrament que va complir, al costat del seu marit Aquilí Ramos Fernández, a Almagro. A l'octubre de 1943 van poder tornar a Sama, on van establir una petita botiga de comestibles i van continuar mantenint contacte amb l'organització socialista clandestina. L'any 1956 va néixer la seva filla María José Ramos Rubiera, que va ser consellera del Govern del Principat d'Astúries entre 1999 i 2011. Aquilino Ramos va morir a Sama de Langreo el 1967 i Argentina Rubiera a Gijón (Astúries) el 30 d'abril de 2007.

## Reconeixement
Al gener 2015 va ser inaugurada a Sama de Langreo una plaça enjardinada que porta el seu nom.